# Tatort: Limbus
Limbus ist ein Fernsehfilm aus der Krimireihe Tatort. Der vom WDR produzierte Beitrag ist die 1143. Tatort-Episode und wurde am 8. November 2020 im Ersten ausgestrahlt. Das Ermittlerduo Thiel und Boerne ermittelt in seinem 37. Fall.

## Handlung
Auf dem Weg in den Urlaub, in dem er ein Buch über den Tod schreiben will, erleidet Professor Karl-Friedrich Boerne auf einer unbefahrenen Landstraße einen schweren Autounfall. Er entsteigt scheinbar unverletzt dem rauchenden Fahrzeug. Feuerwehr, Sanitäter und Hauptkommissar Thiel kümmern sich um das Auto, ohne von Boerne Notiz zu nehmen. Aus dem Fahrzeug bergen sie einen zweiten Boerne, dieser ist lebensgefährlich verletzt und nicht ansprechbar. Als ein zweiter Thiel erscheint und Boerne anspricht, erkennt dieser, dass er sich wohl in einem nicht-materiellen Zustand zwischen Tod und Leben, dem Limbus, befindet.
Thiel ermittelt zum Missfallen von Staatsanwältin Klemm auf eigene Faust, ob hinter dem Unfall nicht doch ein Mordversuch steckt. Tatsächlich wurde Boerne von einem gescheiterten früheren Medizinstudenten, der sich schon seit einiger Zeit an den unterschiedlichsten Orten der Welt mit diversen Identitäten fälschlich als Arzt und nun als Boernes Urlaubsvertretung Dr. Jacoby ausgibt, auf der Straße hart angerempelt und dabei unauffällig durch eine Insulin-Injektion vergiftet, so dass er am Steuer das Bewusstsein verlor.
Der Hochstapler, der zuvor den echten Dr. Jacoby in Brasilien ermordet hatte, nimmt Boernes Platz in der Rechtsmedizin ein, während dieser auf der Intensivstation um sein Leben ringt. Er versucht sowohl Spuren seiner Tat als auch seiner falschen Identität zu verwischen und tötet deshalb einen Klinikarzt, der ihn von früher kannte. Ebenso versucht er, auch Boernes Assistentin Alberich durch eine Injektion zu töten, was ihm jedoch durch das Eingreifen des imaginären Boerne nicht gelingt. Der geistert in seinem Limbus-Zustand durch die reale Filmhandlung und wird dabei nur gelegentlich in diffuser, flüchtiger Form von seiner Assistentin und von Thiel wahrgenommen oder zumindest erahnt. Außerdem findet sich Boerne in den diversen irrealen Momenten der Handlung in einer Zwischenwelt als Kandidat für einen Platz im Jenseits wieder und trifft dabei auf Thiel als Vorzimmer-Sekretär des Teufels, mit dem er über seinen Verbleib streiten will: Er möchte gern ins Leben zurück oder in den Himmel, wird aber von Thiel nur mit bürokratischen Schikanen und stichelnden Bemerkungen malträtiert. Auch die in der Tatort-Folge Das Team ermordete Kommissarin Krusenstern wartet dort noch immer auf ihre Einordnung ins Jenseits, allerdings ist sie dem Vorzimmer zur Hölle offenbar falsch zugeteilt worden – sie gilt als Kandidatin für den Himmel. Als sie endlich in diesen aufgenommen werden soll, verabschiedet sie sich mit einem Lächeln.
Es gelingt dem Verbrecher, Boerne eine tödlich wirkende Injektion zu verabreichen. Thiel kommt ihm zeitgleich auf die Schliche, nimmt ihn fest und kann im letzten Moment Curare als die Substanz ermitteln, so dass die Ärzte Boerne gerade noch rechtzeitig durch das Gegenmittel Acetylcholin ins Leben zurückholen können. Der falsche Dr. Jacoby wird festgenommen, als er fliehen will.

## Hintergrund
Der Film wurde vom 12. November 2019 bis zum 12. Dezember 2019 in Münster, Köln und Umgebung gedreht.
Es ist die letzte „Tatort“-Folge mit Friederike Kempter in der Rolle der Nadeshda Krusenstern.
Der Film greift den realen Fall des Gert Postel auf.

## Rezeption

### Kritiken
„Der Krimi ist ebenso reich an Twists wie an Tragikomik. […] Regisseur Max Zähle, der zuvor das hoch melodische Trennungsdrama ‚Bist du glücklich?‘ inszeniert hat, findet einen guten, gediegenen Rhythmus für dieses Ineinander aus Spannung und Sentiment.“

„Limbus ist die beste Münsteraner Tatort-Folge überhaupt. Sie folgt freilich nicht dem klassischen Aufbau, sondern wechselt auf die Metaebene mit dem doppelten Boerne, der als Geist das Museum seiner sonstigen Existenz besichtigt. Und wenn bei der letzten Folge der Eindruck entstand, dass Münster as usual in die Jahre gekommen ist, dann liegt in diesen hübschen Drehungen um die eigene Achse vielleicht eine Lösung – dass durch das geschickte Spiel mit Selbstreferenzialität wieder etwas Leben in die Bude kommt.“

### Einschaltquote
Die Erstausstrahlung von Limbus am 8. November 2020 wurde in Deutschland von 13,15 Millionen Zuschauern gesehen, der Marktanteil lag bei 34,7 Prozent für Das Erste. Damit wurde der Film zur zweiterfolgreichsten Sendung des Jahres 2020 im deutschen Fernsehen.